# The Thieves
The Thieves (hangul: 도둑들; rr: Dodukdeul; MR: Todukdŭl) é um filme de assalto sul-coreano de 2012 dirigida por Choi Dong-hoon.
Com mais de 12,9 milhões de vendas de ingressos, a comédia de ação é atualmente o filme com a segunda maior bilheteria da história do cinema coreano.

## Elenco
- Kim Yoon-seok ... Macao Park
- Lee Jung-jae ... Popie[6][7][8][9][10]
- Kim Hye-soo ... Pepsee[10][11][12][13]
- Jun Ji-hyun ... Yenicall[14][15][16][17][18]
- Kim Soo-hyun ... Zampano[19][20][21]
- Kim Hae-sook ... Chewing Gum
- Oh Dal-soo ... Andrew[22]
- Simon Yam ... Chen
- Angelica Lee ... Julie[23]
- Derek Tsang ... Jonny
- Ju Jin-mo ... detetive
- Ki Gook-seo ... Wei Hong
- Choi Deok-mun ... gerente do casino
- Ye Soo-jung ... Tiffany
- Chae Gook-hee ... informante
- Shin Ha-kyun ... proprietário da galeria de arte (participação)

## Produção
As negociações do começaram desde o final de 2010, e em 21 de março de 2011, a distribuidora de filmes Showbox confirmou o elenco em um comunicado de imprensa repleta de estrelas. O diretor Choi Dong-hoon citou: "São os próprios atores que me inspiraram a escrever o que eu tenho para o roteiro do filme a partir de sua primeira linha. Eu estou sonhando com a criação de conjuntos de explosivos que irá colidir ou harmonizar dentro. Um filme único, devido aos seus estilos diferentes". Choi confessou mais tarde que o pensamento de dirigir este grupo de atores de alto perfil foi "realmente assustador", mas "durante as filmagens, eu não conseguia tirar os olhos do monitor por causa do carisma de todos esses atores. Me ocorreu que eles precisavam ser tratados de uma certa maneira. Só que o roteiro deve ser plenamente compreendido... Falamos. Lentamente infectá-los com os meus pensamentos, misturando o indivíduo com o tom e forma do filme".
Chamando Choi de "um gênio que também trabalha extremamente difícil", a atriz Kim Hye-soo estava no temor quando leu o roteiro, dizendo: "Foi um produto de grande esforço, ideias geniais e um detalhista, mente calculista. Acho que ele sabe quem ele é, exatamente o tipo de filmes que ele quer fazer, e como fazê-los.  The Thieves prova isso."
Em comparação com Ocean's Eleven, o diretor disse que nunca entrou em produção conscientemente pensando no filme de sucesso de Hollywood. Embora semelhante a ele, ele pensa The Thieves é realmente mais perto de seus filmes anteriores The Big Swindle e Tazza: The High Rollers, com a ação de destaque "investido com mais emoção." Kim Yoon-seok acrescentou que, contrariamente à colaboração dos personagens compatível e harmonioso em  Ocean's Eleven, em The Thieves, estamos em todos os lugares, todos com nossas próprias falhas. Mas eu acho que você vai ver através das amizades e amor no filme, os nossos desenvolvimentos emocionais únicos irá mostrar completamente".
Após seis meses de locação em Seul, Busan, Macau, e Hong Kong, as filmagens acabaram em 7 de dezembro de 2011.